# Dražen Dalipagić
Dražen Dalipagić (27. listopadu 1951 Mostar – 25. ledna 2025) byl srbský a jugoslávský basketbalista, známý také pod přezdívkou Praja. Je jedním z mála hráčů, kteří byli zařazeni do Basketball Hall of Fame, ačkoli nikdy nestartovali v National Basketball Association.
V mládí se věnoval fotbalu, košíkovou začal hrát až jako devatenáctiletý. V přátelském utkání mezi Bosnou a Srbskem roku 1971 si jeho talentu všiml trenér KK Partizan Ranko Žeravica a zařadil ho do prvoligového týmu. Dalipagić s Partizanem získal jugoslávský titul v letech 1976 a 1979 a vyhrál Koračův pohár 1978 a 1979. V roce 1980 přestoupil do italského klubu Reyer Benátky, působil také v Real Madrid Baloncesto a Glaxo Verona, třikrát byl nejlepším střelcem italské ligy. V roce 1987 vytvořil dosud platný italský rekord, když za Benátky proti Virtus Pallacanestro Bologna zaznamenal 70 bodů.
V jugoslávské reprezentaci debutoval roku 1973 a odehrál 243 zápasů, stal se olympijským vítězem, mistrem světa a trojnásobným mistrem Evropy, vyhrál také Středomořské hry 1975, byl jugoslávským vlajkonošem na olympiádě 1984. Byl vyhlášen nejužitečnějším hráčem ME 1977 a MS 1978, kde se stal také králem střelců. V letech 1977 a 1978 získal cenu Mr. Europa pro nejlepšího evropského basketbalistu a roku 1978 byl zvolen jugoslávským sportovcem roku. V roce 2007 byl uveden do síně slávy FIBA. V roce 2008 byl vybrán mezi padesátku nejlepších hráčů v historii Euroligy.
Po ukončení kariéry se stal trenérem. Jeho manželkou byla tenisová reprezentantka Sonja Požegová, mají dvě děti, syn Davorin Dalipagić také krátce hrával za Partizan.